# Фазове реле
Фазове реле — пристрій, що реагує на зміну зсуву фаз між струмом і напругою в системах змінного струму.
В електротехніці зсув фаз між напругою і струмом визначає коефіцієнт потужності в ланцюгах змінного струму. По суті Фазове реле фіксує коефіцієнт потужності.

## Інтернет-ресурси
- Бесконтактное фазовое реле [Архівовано 11 вересня 2014 у Wayback Machine.]
- Phase Failure Relays [Архівовано 24 серпня 2014 у Wayback Machine.]